# Миралибеков, Ниятбек Миралибекович
Миралибеков Ниятбек Миралибекович (9 мая 1940 — 13 декабря 2007) — советский, таджикский учёный-зоолог, растениевод, кандидат биологических наук, полевой исследователь, директор Памирского Ботанического сада им. А. В. Гурского Памирского биологического института им. академика Х. Ю. Юсуфбекова (ПБИ) Академии наук Республики Таджикистан.

## Биография
Миралибеков Ниятбек родился 9 мая 1940 года в кишлаке Миденшор сельсовета Поршинев Шугнанского района Горно-Бадахшанской автономной области (ГБАО) Таджикской ССР в семье председателя колхоза «Социализм» Юсуфбекова Миралибека. Здесь же в 1958 г. окончил среднюю школу № 1 им. Социализма. В том же году после окончания средней школы поступил на агрономический факультет Таджикского сельскохозяйственного института, где по окончании в 1963 г. получил квалификацию ученого агронома.
С 1963 по 1965 год работал агрономом в колхозе «Ватан» Шугнанского района.
С 1965 по 1966 год служил в Советской армии. Член КПСС с 1966 года.
С ноября 1966 по ноябрь 1969 года учился в очной аспирантуре при Институте ботаники АН Таджикской ССР.
В 1974 году Н. М. Миралибеков получил степень кандидата биологических наук, защитив диссертацию «Насекомые-вредители плодовых культур на Западном Памире и научные основы борьбы с ними».
С 1970 по 1974 год работал младшим научным сотрудником АН Таджикской ССР.
С 1974 по 1979 год работал старшим научным сотрудником ПБИ АН Таджикской ССР.
С 1979 по 1999 год — директор Памирского ботанического сада им. А. В. Гурского Памирского биологического института им. академика Х. Ю. Юсуфбекова АН Таджикской ССР (АН Республики Таджикистан с 1991),
С 1999 по 2003 год — заместитель директора Памирского ботанического сада им. А. В. Гурского Памирского биологического института им. академика Х. Ю. Юсуфбекова АН Республики Таджикистан,
С 2003 по 2007 год — директор Памирского ботанического сада им. А. В. Гурского Памирского биологического института им. академика Х. Ю. Юсуфбекова АН Республики Таджикистан.
Наряду с организационными работами на должности директора Памирского ботанического сада (с 1979 г.), проводил исследования по зоологии (систематически поддерживал связи с производством — Горно-Бадахшанским лесхозом и совхозами, оказывал практическую помощь по ликвидации очагов массовых вспышек вредителей), растениеводству и интродукции растений. За годы руководства Н. М. Миралибекова в три раза увеличилась площадь коллекционных растений мировой флоры, сад насчитывает более 4 тысяч видов древесных и травянистых растений почти со всех регионов мира, которые располагаются по ботанико-географическому принципу, разбиты на 5 флористических отделов: Средней и Восточной Азии, Европы и Кавказа, Северной Америки, Гималаев и Гиндукуша. С учётом экологических особенностей видов растений и согласно специфики объектов исследований в ботаническом саду сформированы 3 группы: дендрологии, кормовых и лекарственных растений, цветоводства. За годы его работы значительно расширились интродукционные работы, в результате в Памирском ботаническом саду пополнился список клубнеплодов, бахчевых, овощных, древесно-кустарниковых пород и плодовых культур, родиной которых является Дальний Восток и Восточная Азия. Налажен был обмен семян высокогорной флоры с 170 адресатами из бывших республик Советского Союза и около 200 адресатами из 40 ботанических центров Европы, в том числе из ФРГ, Норвегии, Дании, Голландии, Чехословакии, а также Канады, США и других стран мира.
Участвовал в программных комитетах на крупных международных конференциях и симпозиумах и выступал с докладами («Актуальные проблемы экологии высокогорий», «Экологические особенности биологического разнообразия») в Самарканде, Ташкенте, Ашхабаде, Бишкеке, Нукусе, Душанбе и Хороге.
Проводил семинары, читал лекции в Университете Центральной Азии Ага-Хана в г. Хороге, в том числе по теме «Защита древесных растений от вредителей».
Автор более 120 научных и научно-популярных работ и рекомендаций по растениеводству, озеленению и защите растений (плодовых и овощебахчевых культур ГБАО от вредных насекомых) которые внедрены в производство.
Ниятбек Миралибекович Миралибеков скончался 13 декабря 2007 года по дороге из г. Душанбе в Хорог в возрасте 67 лет.

## Награды
За долголетний добросовестный труд, за вклад в науку, участие в общественной жизни и подготовке кадров награждён:
- Медалью «Ветеран труда» Президиума Верховного Совета СССР (1989);
- Почетной грамотой Председателя Хукумата ГБАО Республики Таджикистан (2004);
- Почетной грамотой Президиума Горно-Бадахшанского Облсовпрофа (1990);
- «Победитель социалистического соревнования 1978 года» (1979)[2][7].

## Семья
Жена: Абдулкаримова Давлатбегим (род. 1945) — работала учителем в средней школе № 12 сельсовета Поршинев Шугнанского района ГБАО. 

Дети: Миралибекова Мавджуда Ниятбековна (род. 1968) — преподаватель Высшего пограничного училища ГУ ПВ ГКНБ РТ; Миралибеков Шабоз Ниятбекович (род. 1970) — вице-президент Альянса горных общин Центральной Азии (АГОЦА); Миралибекова Шаноз Ниятбековна (род. 1970) — бухгалтер Худжандского филиала ЗАО «Первый микрофинансовый банк» в Таджикистане; Миралибеков Манучехр Ниятбекович (род. 1973) — географ-эколог по образованию; Миралибекова Мавлуда Ниятбековна (род. 1982) — семейный врач поликлиники № 1 г. Душанбе. 

Брат: Баходур Миралибеков (род. 1950) — советский, таджикский актёр театра и кино, режиссёр-постановщик, член Союза кинематографистов СССР (1990), Народный артист Республики Таджикистан, главный режиссёр Государственного русского драматического театра им. В. Маяковского.

## Память
9 мая 2016 г. в эфире круглосуточного Государственного информационного телеканала «Джахоннамо» в аналитической программе «Календарь дня» по случаю годовщины со дня рождения был показан видеоматериал о жизнедеятельности Н. М. Миралибекова — советского, таджикского учёного-зоолога, растениевода, кандидата биологических наук, директора Памирского Ботанического сада Памирского биологического института им. академика Х. Ю. Юсуфбекова (видеоматериал).

## Некоторые публикации
- Миралибеков Н. М. Калифорнийский университет (Оцифр. 09.01.2008). Вредители сельскохозяйственных культур западного Памира и меры борьбы с ними. — Душанбе: Дониш, 1973. — 78 с. — 1200 экз.
- Миралибеков Н. Деревья и кустарники для озеленения территории Горно-Бадахшанской автономной области. — Душанбе: Дониш, 1989. — 32 с. — 300 экз. — ISBN 5 – 8366 – 0201 - 8.
- Миралибеков Н. М. Памирский ботанический сад. — Хорог, 2001. — 40 с. — 400 экз.
- Ниятбек Миралибеков. Растения для озеленения в горных условиях. — Душанбе: Дониш, 2004. — 105 с. — 500 экз.
- Ниятбек Миралибеков. [Боги набототи Помир]=[Памирский ботанический сад] = [Pamir Botanical Garden]. — Душанбе: Дониш, 2005. — 78 с. — 500 экз.
- Миралибеков Н. Распространение и Биология Медяницы Васильева на Памире. — Душанбе: Изв. АН ТаджССР. Отд. Биол. Наук, 1981. — № 2 (83). — С. 91—93. — 677 экз.
- Миралибеков Н. Эколого-фаунистический обзор насекомых-вредителей плодовых культур Западного Памира. / Фауна, экология и зоогеография Памира. Ред.Чикатунов В. И. Памирский биологический институт. — Душанбе: Дониш, 1986. — С. 50—55 (50-64). — 136 с. — 875 экз. (Точность классификатора и Методика составления карты: Миралибеков, 1986)
- Миралибеков Н. М. К полувековому юбилею Памирского ботанического сада; Итоги интродукции растений в Памирском ботаническом саду; Златогузка — опасный вредитель древесных насаждений на Западном Памире. — Душанбе: Известия АН РТ. Отд.биол.наук, 1993 № 2 (130). — С. 5—6, 15-19 , 35-37 . — 500 экз.